# 胶化孔菌科
胶化孔菌科（学名：Gelatoporiaceae）为多孔菌目的一个科。

## 下级分类
本科包括以下属：
- 灰孔菌属 Cinereomyces Jülich
- Obba Miettinen & Rajchenb.
- Sebipora Miettinen, 2011